# Zonder jou (Paul de Leeuw en Simone Kleinsma)
Zonder jou is een duetsingle van Paul de Leeuw en Simone Kleinsma uit 1995. Het gaat over een man en een vrouw die na het stuklopen van hun relatie uit elkaar zijn gegaan, terwijl ze eigenlijk toch niet zonder elkaar kunnen. In het lied spreken ze elkaar toe zonder dat ze daadwerkelijk samen zijn. 
Het nummer is een Nederlandstalige cover en bewerking van het Italiaanse origineel Vivere, een hit uit 1994 van Andrea Bocelli en Gerardina Trovato.

## Hitnoteringen
De single werd een hit in Nederland en kwam op 23 december 1995 de Nederlandse Top 40 op Radio 538 binnen en bleef hier vervolgens 16 weken in staan. De hoogste notering was op een 3e positie.. In de publieke hitlijst, de Mega Top 50 op Radio 3FM, werd eveneens de 3e positie bereikt en stond 17 weken in deze hitlijst genoteerd.
In België werd géén notering behaald in zowel de Vlaamse Ultratop 50, de Vlaamse Radio 2 Top 30 als de Waalse Ultratop 50.
Sinds de editie van december 2001 staat de single onafgebroken genoteerd in de jaarlijkse NPO Radio 2 Top 2000 van de Nederlandse publieke radiozender NPO Radio 2, met als hoogste notering een 222e positie in 2009.

## NPO Radio 2 Top 2000
| Nummer met noteringen in de NPO Radio 2 Top 2000 | '99 | '00 | '01 | '02 | '03 | '04 | '05 | '06 | '07 | '08 | '09 | '10 | '11 | '12 | '13 | '14 | '15 | '16 | '17 | '18 | '19 | '20 | '21 | '22 | '23 | '24 |
| ------------------------------------------------ | --- | --- | --- | --- | --- | --- | --- | --- | --- | --- | --- | --- | --- | --- | --- | --- | --- | --- | --- | --- | --- | --- | --- | --- | --- | --- |
| Zonder jou                                       | 433 | -   | 549 | 818 | 824 | 509 | 565 | 297 | 293 | 402 | 222 | 395 | 444 | 542 | 464 | 483 | 614 | 692 | 639 | 548 | 514 | 565 | 607 | 722 | 716 | 778 |

1. ↑  Een '-' betekent dat het nummer niet was genoteerd en een vetgedrukt getal geeft de hoogste notering aan.